# Pasir Keranji
Pasir Keranji is een bestuurslaag in het regentschap Indragiri Hulu van de provincie Riau, Indonesië. Pasir Keranji telt 527 inwoners (volkstelling 2010).